# Fânari (gmina Gorgota)
Fânari – wieś w Rumunii, w okręgu Prahova, w gminie Gorgota. W 2011 roku liczyła 328 mieszkańców.